# Juriuzań
Juriuzań (ros. Юрюза́нь) – miasto w Rosji, w obwodzie czelabińskim. W 2010 roku liczyło 12 571 mieszkańców.